# Качегановский сельсовет
Качегановский сельсовет — муниципальное образование в Миякинском районе Башкортостана.
Административный центр — село Качеганово.

## История
Согласно Закону о границах, статусе и административных центрах муниципальных образований в Республике Башкортостан имеет статус сельского поселения.

## Население
| 2002  | 2009  | 2010  | 2012  | 2013  | 2014  | 2015  |
| ----- | ----- | ----- | ----- | ----- | ----- | ----- |
| 1590  | ↘1529 | ↘1313 | ↘1236 | ↘1219 | ↘1190 | ↘1138 |
| 2016  | 2017  | 2018  |       |       |       |       |
| ↘1089 | ↘1067 | ↘1021 |       |       |       |       |

## Состав сельского поселения
| № | Населённый пункт | Тип населённого пункта       | Население |
| - | ---------------- | ---------------------------- | --------- |
| 1 | Качеганово       | село, административный центр | ↘558      |
| 2 | Новые Ишлы       | село                         | ↘467      |
| 3 | Таукай-Гайна     | село                         | ↘156      |
| 4 | Акъяр            | деревня                      | ↗51       |
| 5 | Петропавловка    | деревня                      | ↘46       |
| 6 | Уманка           | деревня                      | ↘22       |
| 7 | Новониколаевка   | деревня                      | ↘13       |